# Bokeljske noći
Bokeljske noći, tradicionalna kotorska fešta. Najveća je morska fešta u Boki kotorskoj. Ima status nematerijalnog kulturnog dobra. njen početak najaviće kotorska Gradska muzika i jedrilice Jedriličarskog kluba „Lahor“. Održava se u kolovozu. Početak joj najavljuje Gradska glazba i jedrilice JK Lahor. U koridoru okićene barke s vučnim brodovima predstavljaju se publici i žiriju i konkuriraju za nagrade. Suci su istaknuti umjetnici i profesori na umjetničkim ustanovmama. Program je u izravnom prijenosu RTCG. Fešta nakon završetka nastupa na akva pozornici, nastavlja se na trgovima po Starom gradu, defileom Gradske muzike pjacama i pjacetama: Trgu od oružja, Pjaci svetog Tripuna, Pjaci od muzeja, Pjaci kod starog zatvora, Pjaci svetog Nikole, Škaljarskoj pjaci. Na bedemima kod Gradske pjace organizira se izložbe fotografija. Neslužbena himna je Bokeljska noć Maje Perfiljeve. Bokeljska noć važan je društveni i zabavni događaj i njoj je svojevremeno nazočio i Josip Broz Tito.

## Zanimljivosti
Boku Kotorsku su u pjesmi Bokeljska noć opjevali 1960-ih Šibenčanin Vice Vukov i Beograđanka Radmila Karaklajić.